# Tinopsis conjugata
Tinopsis conjugata là một loài thực vật có hoa trong họ Bồ hòn. Loài này được (Thouars ex Radlk.) Capuron miêu tả khoa học đầu tiên năm 1969.